# Ubåtsklass Typ X
Typ X-klassen var en speciell typ av tysk ubåt. Även om de var avsedda som minläggare, användes de senare som långväga transporter, en uppgift som de delade med ubåtar av Typ IXD och italienska ubåtar av Romolo-klassen.

## Historia
Typ X utformades ursprungligen för att rymma den nyutvecklade sjöminan Schachtmine A (SMA). Den ursprungliga konstruktionen gav torrförvaring för minorna, vars detonatorer skulle justeras individuellt innan de sattes ut; denna ubåt beräknades ha ett deplacement på upp till 2 500 ton. Ytterligare en variant, Typ XA, projekterades, som skulle rymma fler minor. Ingen av dessa typer kom i produktion.
Totalt tillverkades åtta ubåtar av Typ XB, som ersatte minkammaren i den planerade Typ XA med sex vertikala våtförvaringsschakt i den främre delen av skrovet. Upp till 18 minor kunde transporteras i dessa schakt, med ytterligare 48 minor i en serie av 12 schakt placerade i sadeltankarna på varje sida. De hade endast två torpedtuber, båda i aktern. När de användes för att transportera last hade de fraktcontainrar i minschakten (eller hade fraktcontainrarna svetsade ovanpå de laterala schakten, vilket förhindrade att de användes för minor).
Den första Typ XB båten sjösattes i maj 1941. Med sina 2 710 ton under vattnet och fullt lastade var de de största tyska ubåtar som dittills byggts. För att uppnå detta var de tvungna att offra dykhastighet och smidighet.

## Tjänstgöring
Sex av de åtta ubåtarna som byggdes sänktes under kriget (fyra med alla man ombord), men två överlevde andra världskriget. En av dem som överlevde, U 234, överlämnade sig till amerikanska örlogsfartyg 14 maj 1945 på väg till Japan med en last som innehöll 560 kg uranoxid, ritningsunderlag för Me 262-stridsflygplan.
Den andra Typ XB båten som överlevde var U 219, som nådde Jakarta i december 1944 med en last bestående av isär plockade V-2 robotar för Japan. Efter Tysklands kapitulation beslagtogs U 219 av japanerna i Jakarta 8 maj 1945 och 15 juli 1945 togs den i tjänst av den kejserliga japanska flottan som I-505.

## Lista på Typ X ubåtar
Åtta stycken Typ X ubåtar togs i tjänst.
 
- U 116
- U 117
- U 118
- U 119
- U 219
- U 220
- U 233
- U 234

## Förluster
U 116 hördes senast den 6 oktober 1942 i Nordatlanten och antas ha sjunkit.
U 117 sänktes 7 augusti 1943 i Nordatlanten av flygplan från USS Card.
U 118 sänktes 12 juni 1943 nära Kanarieöarna av flygplan från USS Bogue.
U 119 sänktes 24 juni 1943 i Biscayabukten av ramming och sjunkbomber från HMS Starling.
U 220 sänktes 28 oktober 1943 i Nordatlanten av flygplan från USS Block Island.
U 233 sänktes 5 juli 1944 sydost om Halifax, Nova Scotia av jagarna USS Baker och USS Thomas.